# Altenbuch
Altenbuch là một đô thị thuộc huyện Miltenberg bang Bayern nước Đức.